# Guatteria notabilis
Guatteria notabilis Mello-Silva & Pirani – gatunek rośliny z rodziny flaszowcowatych (Annonaceae Juss.). Występuje endemicznie w Brazylii – w stanach Bahia oraz Minas Gerais. 

## Morfologia
PokrójZimozielone drzewo dorastające do 2–9 m wysokości. Gałęzie mają kolor od pomarańczowoczerwonego do purpurowobrązowego. Młode pędy są owłosione.
LiścieMają eliptyczny kształt. Mierzą 13–20 cm długości oraz 3,5–6 szerokości. Są skórzaste. Nasada liścia jest rozwarta. Liść na brzegu jest całobrzegi.
OwocePojedyncze, siedzące. Mają eliptyczny kształt. Osiągają 15 mm długości oraz 8 mm średnicy.

## Biologia i ekologia
Rośnie w lasach i zaroślach. Występuje na wysokości od 1000 do 1300 m n.p.m.